# Матвіївські піски
Матвіївські піски — проєктований ботанічний заказник державного значення в межах Новоодеського району Миколаївщини.

## Розташування
Об'єкт, що пропонується для заповідання розташований на лівому березі річки Південний Буг між с. Баловне Новоодеського району та селищем Матвіївкою (район міста Миколаєва).Наукове обґрунтування створення заказника в 2020 році розробили експерти Української природоохоронної групи.

## Фізико-географічна характеристика
Відповідно до схеми фізико-географічного районування об'єкт розташований у степовій зоні Причорноморської низовинної області Бузько-Дніпровської низовинної області Причорноморського середньостепового краю.

## Гідрологія
Ділянки піщаного степу, які пропонуються до заповідання розміщені в межах Матвіївської піщаної арени на лівому березі Південного Бугу. Відстань до урізу води становить 500 м[неавторитетне джерело].

## Рослинний світ
Ділянки піщаного степу в межах досліджуваної ділянки є частиною рідкісного псамофітного ценокомплексу — територій світового рівня унікальності у пониззях долин рр. Південний Буг та Інгул, що характеризуються поширенням вузьколокальних ендемічних видів рослин.
За флористичним районуванням територія, що пропонується до заповідання належить до Західнопричорноморсько-Рівниннокримського округу Західнопричорноморської підпровінції Причорноморсько-Дінської провінції Паннонсько-Причорноморсько-Прикаспійської області Північнопалеарктичного підцарства.
Рослинність піщаних степів представлена характерними для пониззя басейну р. Південний Буг ценозами із домінуванням осоки лігерійської (Carex ligerica), чебрецю Палласу (Thymus pallasianus), полину Маршаллового (Artemisia marshalliana). Піски є слабкозадернованими, загальне проєктивне покриття трав'яного ярусу рослинності 30-45 %. Особливо цінні ділянки відзначаються участю раритетних видів флори, занесених до Червоної книги України (2009): волошка білоперлинна (Centaurea margarita-alba) — ендемік пониззя долин рр. Південний Буг та Інгул, бурачок савранський (Alyssum savranicum) — ендемік басейну р. Південний Буг та пониззя р. Дніпро.
Окрім цього тут також зростають і інші ендемічні види, зокрема, причорноморські: юринея харківська (Jurinea charcoviensis) та козельці дніпровські (Tragopogon borysthenicus); причорноморсько-каспійські: чебрець Палласів (Thymus pallasianus). В формуванні ценозів серед граміноїдів беруть участь тонконіг бульбистий (Poa bulbosa), кипець пісковий (Koeleria sabuletorum), жито дике (Secale sylvestre), куничник наземний (Calamagrostis epigejos). У чагарниковому ярусі іноді трапляється зіновать дніпровська(Chamaecytisus borysthenicus) з проєктивним покриттям 1-3 %. Для різнотрав'я характерне різноманіття псамофітних та степових видів — молюго дрібненька (Mollugo cerviana), ушанка дніпровська (Otites borysthenica), астрагал мінливий (Astragalus varius), подорожник пісковий (Plantago arenaria), коростянка українська (Scabiosa ucrainica), щавель горобиний (Rumex acetosella), молочай Сегієрів (Euphorbia seguierana), лещиця волотиста (Gypsophila paniculata), цмин щитконосний (Helichrysum corymbiforme), конюшина польова (Trifolium arvense), віничча шерстисте (Kochia laniflora), козельці дніпровські (Tragopogon borysthenicus) та ін. Мохово-лишайниковий ярус має проєктивне покриття 10-70 %, утворений Syntrichia ruralis, Ceratodon purpureus, Bryum caespiticium, видами роду Cladonia L.
Згідно Резолюції 4 Бернської конвенції на території запропонованій для створення ботанічного заказника місцевого значення «Матвіївські піски» виявлено тип оселища: E1.9 Незімкнені несердземноморські сухі кислі та нейтральні трав'яні угруповання, у тому числі континентальні трав'яні угруповання на дюнах (Open non-Mediterranean dry acid and neutral grassland, including inland dune grassland).

## Тваринний світ
Згідно зоогеографічного районування досліджувана територія, що пропонується для створення ботанічного заказника місцевого значення розташована в межах Палеарктичного відділу, Європейсько-Сибірської області, Степової зоогеографічної провінції.
З представників Плазунів (Reptilia) відмічена для досліджуваної території ящірка прудка (Lacerta agalis), ящірка зелена (Lacerta viridis), а також вуж звичайний (Natrix natrix). Земноводні (Amphibia) -жаба озерна (Rana ridibunda). Всі зазначені види під особливою охороною та занесені в різні охоронні списки
Reticulitermes lucifugus (терміти) в межах пропонованого заказника[неавторитетне джерело].

## Історична довідка
В історичному аспекті ділянки піщаних степів, які збереглися в мажах колишнього Матвіївського піщаного масиву є варіантом тієї природи, яка панувала тут ще за часів Ольвійської держави на території якої в ті часи розміщувалося дві великі піщані арени: Галіцинівська (на південь від сучасного м. Миколаїв, яка на сьогодні теж практично знищена внаслідок заліснення та забудови) та Матвіївська- розміщувалася між с. Баловне та селищем Матвіївкою. Площа піщаних степів в античні часи була більше ніж 1000 га. Наразі з них в природньому стані збереглося лише 30 га (менше 1 %) з притаманною їм флорою та фауною. Причиною їх зникнення є також заліснення чужорідними видами для данної місцевості (Фото. Межі матвіївського піщаного масиву)[неавторитетне джерело].
Саме по Матвіївській піщаній арені за дослідженнями багатьох археологів та істориків проходила північна межа Ольвійської держави. Тобто Матвіївський піщаний масив фактично визначав північну межу Ольвійської держави на Південному Бузі.
«В часи існування в цих місцях інгульської катакомбної культури (ІКК) навколо Матвіївської арени розміщувались поселення (Матвіївка-1, Матвіївка-2, Матвіївка-3 та Баловне-1), які були дослідженні відомим істориком та археологом Василем Нікітіним, а сама піщана арена слугувала як місце для випасу худоби, зважаючи на дуже зручні в той час та унікальні природні умови цієї місцевості, які наразі можна порівняти лише з ландшафтами Кінбурну.
В ті часи тут зростали гаї (саги) з листяними породами дерев- дубом, вільхою, липою, в'язом, кленом і навіть грабом. Пропонована для заповідання ділянка слугувала пасовищем для худоби племен ІКК.
Поселення ІКК являли собою постійні або тимчасові стійбища- тип поселень, які племена катакомбної культури використовували для більш зручного ведення господарської діяльності, а саме утриманні худоби. Подібне ведення господарства ґрунтувалося на стійкій кормовій базі. Відомо, що для племен ІКК худоба (в основному велика рогата худоба) була базисом стійкого економічного розвитку, була інструментом політики та взаємовідносин родів і племен. Дослідження вказують на те, що в основному стійбища-литовники були розміщені в заплавах річок, прирічкових долинах де переважала лугова рослинність. Лише згодом було проведено детальніший аналіз розташування цих поселень і виявилось, що деякі з них розміщувались за декілька сот метрів чи кілометрів від заплав річок[неавторитетне джерело].
Стійбища-літовки як вже зазначалося розміщувалися в прирічкових долинах, у заплавах річок, ширина яких становила кілька метрів. Проте постійний випас худоби, очевидно, призводив до скотозбою рослинності, що змушувало населення ІКК постійно шукати нові пасовища.
Наприклад, у місцях таких вигонів р. Південний Буг є широкі виноси піщаних утворень, на яких росли соковиті лугові трави — основа корму худоби. В м. Миколаїв у районі вулиць Обсерваторної і Фрунзе, Лісків, залізничного селища та Матвіївського лісу, штучно посадженого півстоліття тому, є піщані виноси площею кілька квадратних кілометрів, де виявлено археологічні знахідки. Подібні піщані виноси відкрито вище течії р. Південний Буг, у районах сіл Андріївка, Варюшине, Олександрівка, м. Нова Одеса та ін.
Як правило, на цих виносах спостерігаються сліди перебування скотарів — носіїв ІКК. Майже в центрі м. Миколаїв на території сучасної астрономічної обсерваторії було виявлено скупчення культурних решток, пов'язаних із ІКК, у вигляді відкладень черепашок, кісток тварин, фрагментів посуду, виробів із кременю та каменю тощо. Нашарування черепашок, зосереджені в найвищій ділянці міста, порушують запитання: невже скотарі — носії ІКК збирали молюски за кілька кілометрів від сучасного берега р. Південний Буг. Згідно з результатами палеогеографічних і гідрологічних досліджень, проведених наприкінці XIX — на початку XX ст., майже поряд із місцем розташування стійбища-літовки на території обсерваторії було стародавнє річище р. Інгул, яка на сьогодні змінила своє річище й тече на північний захід від міста, сполучається з р. Південний Буг, утворюючи таким чином півострів, на якому розташовано м. Миколаїв. Зрозуміло, що молюски в той час могли існувати лише в прісній воді басейну р. Південний Буг[неавторитетне джерело].
.
Подібне явище спостерігається і трохи далі, зокрема і в межах ділянок пропонованого заказника— на північ від м. Миколаїв, у Матвіївському лісі, де на значній території виявлено піщані виноси. Тут також знайдено сліди стійбищ-літовок Матвіївка-2 і 3, розташованих за кілька кілометрів від сучасного берега р. Південний Буг. На цих стійбищах-літовках культурні шари ІКК настільки насичені черепашками, що за кількістю вони в тисячі разів перевершують кількість інших культурних решток. Палеогеографічні спостереження, що проводилися в місцях розміщення цих стійбищ-літовок, вказують на те, що в ті часи в деякі сезони року р. Південний Буг розливалася на широкій площі й залишала після розливів останці, або невеликі озера, в яких і гніздилися колонії молюсків. При цьому рельєф місцевості на стійбищі-літовці Матвіївка-3 засвідчує, що найбільша концентрація черепашок із культурними рештками ІКК припадає на стародавню берегову лінію. Наразі дані стійбища-литовніки є археологічними пам'ятками історії. 2 з них розміщені в межах Матвіївського лісу.»
В історичному аспекті дані ділянки піщаних степів є частковим еталоном того ландшафту, який панував тут до знищення первозданого вигляду цієї території. Також територія є привабливою в рекреаційному та естетичному значенні як об'єкт для проведення екскурсій для школярів та студентів з метою їх ознайомлення з ендемічною флорою, історичним минулим цих місць.